# Tesla Takedown
A Tesla Takedown 2025 elején kialakult, a Tesla, Inc. és annak vezérigazgatója, Elon Musk ellen irányuló grassroots tiltakozó mozgalom. A tüntetők békés demonstrációkat szerveztek a Tesla üzletei előtt az Amerikai Egyesült Államokban, Kanadában, Európában és Ausztráliában. A mozgalom arra buzdítja a közvéleményt, hogy adja el Tesla járműveit és részvényeit, azzal a céllal, hogy gazdasági hatást gyakoroljon Muskra és békésen kikezdje a politikai befolyását.

## Cél
Az aktivista Valerie Costa a mozgalom célját úgy fogalmazta meg, hogy „erős nyilvános álláspontot képviseljen a Trump-kormány kegyetlen és illegális intézkedései mögött álló technológiai oligarchia ellen, és arra ösztönözze az amerikaiakat, hogy adják el Tesla járműveiket és dobják el a vállalat részvényeit”. A színész és filmrendező Alex Winter a Tesla Takedown-t nem a vállalat ellen, hanem Elon Musk ellen irányuló mozgalomnak jellemezte, amelynek Musk a „mérgező arca”.

## Háttér
A mozgalom Musknak az amerikai elnök Donald Trump kormányában betöltött szerepére adott válaszként jött létre, amely magában foglalja Musk vezetői szerepét a Kormányzati Hatékonysági Minisztériumban (DOGE), amelynek feladata Trump szövetségi kiadáscsökkentési és deregulációs programjának végrehajtása, valamint – az azt létrehozó rendelet szerint – „a szövetségi technológia és szoftverek modernizálása a kormányzati hatékonyság és termelékenység maximalizálása érdekében”. Musk kulcsszerepet játszott a 2025-ös amerikai szövetségi tömeges elbocsátások elősegítésében. Musk az elnöki mandátum alatt az elnök főtanácsadója volt.

## Mobilizáció

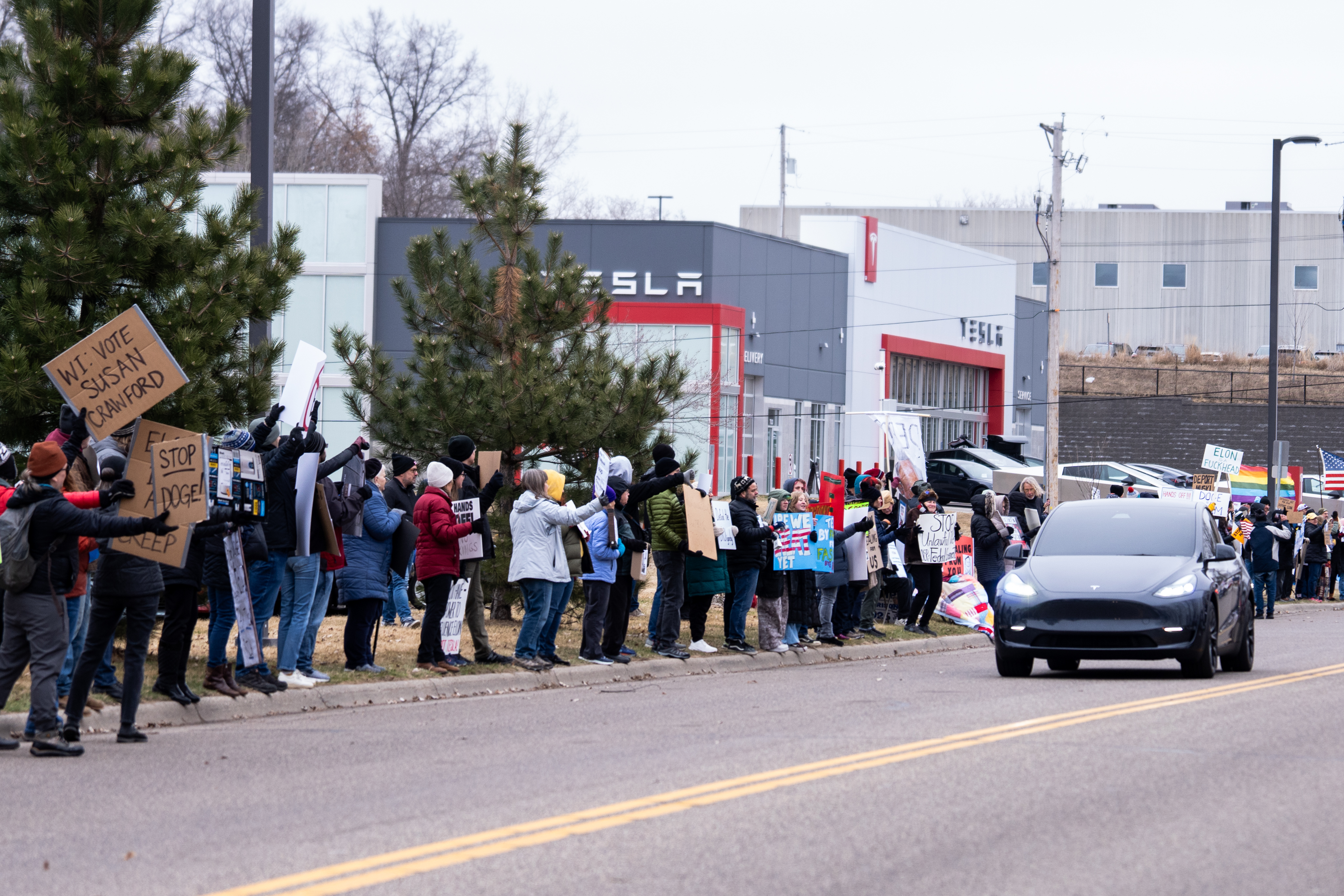
Körülbelül 500 tüntető egy Tesla előtt Minneapolisban. A tüntetések miatt néhányan nem mertek elmenni a boltokba tesztvezetésre

### Egyesült Államok
A korai tüntetések felkeltették az online aktivisták, köztük Alex Winter figyelmét. Winter a szociológus Joan Donovannal folytatott beszélgetés után elkezdte felerősíteni a tüntetéseket és a kapcsolódó vitákat a Bluesky-n. A következő tüntetési körökre irányuló erőfeszítéseket a #TeslaTakedown és #TeslaTakover hashtagek segítségével koordinálták a közösségi médiában.
Február 15-én az egyik nagyobb tüntetés a New York-i Tesla bemutatóterem előtt zajlott, ahol a tüntetők azt skandálták, hogy „Elon Musk mehet a Marsra, nincs szükségünk a náci autóidra”, utalva Elon Musk tisztelgési botrányára és Musk támogatására az Alternatíva Németországért pártnak, valamint „Égessétek el a Teslát: mentsétek meg a demokráciát”. Tüntetésekre került sor többek között San Franciscóban, Berkeleyben, Minneapolisban és Kansas Cityben is. A zenész Sheryl Crow a közösségi médiára feltöltött egy videót, amelyen egy platós teherautó elszállítja a tiltakozásul eladott Tesla autóját.
Február 19-én több százan jelentek meg a San Franciscó-i bemutatóteremben. A dolgozók között volt Hai Binh Nguyen is, aki sajnálatát fejezte ki amiatt, hogy leállították a munkáját a Fogyasztói Pénzügyi Védelmi Hivatalnál, ahol a tisztességtelen üzleti gyakorlatok ellen lép fel. A tüntetők aggodalmukat fejezték ki amiatt is, hogy a kormányzati szolgáltatásokat privatizálják és eladják milliárdosoknak.
Március elején New Yorkban kilenc embert tartóztattak le egy Tesla üzlet előtt tartott tüntetésen. Több százan tüntettek egy üzlet előtt Owings Millsben, Marylandben. Tüntetés volt Superiorban, Coloradóban is. Hasonló tüntetések voltak olyan városokban is, mint Jacksonville, Florida, és Tucson, Arizona, ahol a tüntetők száma közel 1800-ra nőtt, és a résztvevők olyan szlogenekkel ellátott táblákat vittek, mint „A demokrácia egyesít minket”.
Március 16-án körülbelül 100 tüntető gyűlt össze a connecticuti Stamfordban található Tesla szervizközpontnál egy tüntetésen, amelyet a színész és komikus, Mary Beth Barone szervezett. Sok tüntető hangot adott támogatásának Chris Murphy szenátor iránt.
Március 20-án a csoport élő közvetítést tartott, amelyen vendégként részt vett John Cusack színész és Jasmine Crockett képviselő. A találkozó során március 29-ét „akciónapnak” nyilvánították, és tüntetéseket terveztek az összes amerikai bemutatóteremben, valamint a Tesla világszerte található egyéb telephelyein.
Március 29-én több ezer ember vett részt a Tesla telephelyein tartott tüntetéseken. A Tesla Takedown szerint a tüntetések világszerte több mint 250 városban zajlottak. Különösen 100 tüntető gyűlt össze a washingtoni Georgetownban található Tesla üzletnél, ahol diszkózenére táncoltak és Musk-ellenes táblákat tartottak a kezükben. Máshol néhány tucat tüntető gyűlt össze a kaliforniai Dublinban található Tesla üzlet előtt. Az utca másik oldalán néhány ellen-tüntető is látható volt.
A tüntetések áprilisban és májusban is folytatódtak, még akkor is, miután Musk hivatalosan is lemondott tanácsadói pozíciójáról a Trump-adminisztrációban. 2025 júniusában a szervezők bejelentették a Musk Must Fall tüntetéseket, amelyeket Musk születésnapján az ország több városában terveztek megrendezni. Válaszul a Tesla robotaxi szolgáltatásának tesztelésére vonatkozó terveire a texasi Tesla Takedown Austin csoport a The Dawn Projecttel közösen tüntetést szervezett, amelyen a Tesla Autopilot funkcióival kapcsolatos biztonsági aggályokat emelték ki.

### Más országok
Március 29-én tüntetők gyűltek össze a Tesla üzletei előtt több országban: Metro Vancouver, Kanada; Cribbs Causeway, Bristol, Anglia; Edinburgh, Skócia; London, Anglia; Berlin, Németország; Új-Zéland; Ausztrália; Norvégia; Finnország; Dánia; Németország; Belgium; Hollandia; és Franciaország. A vancouveri rendezvényen ellentüntetők is részt vettek.

## Egyéb Tesla-ellenes tüntetések

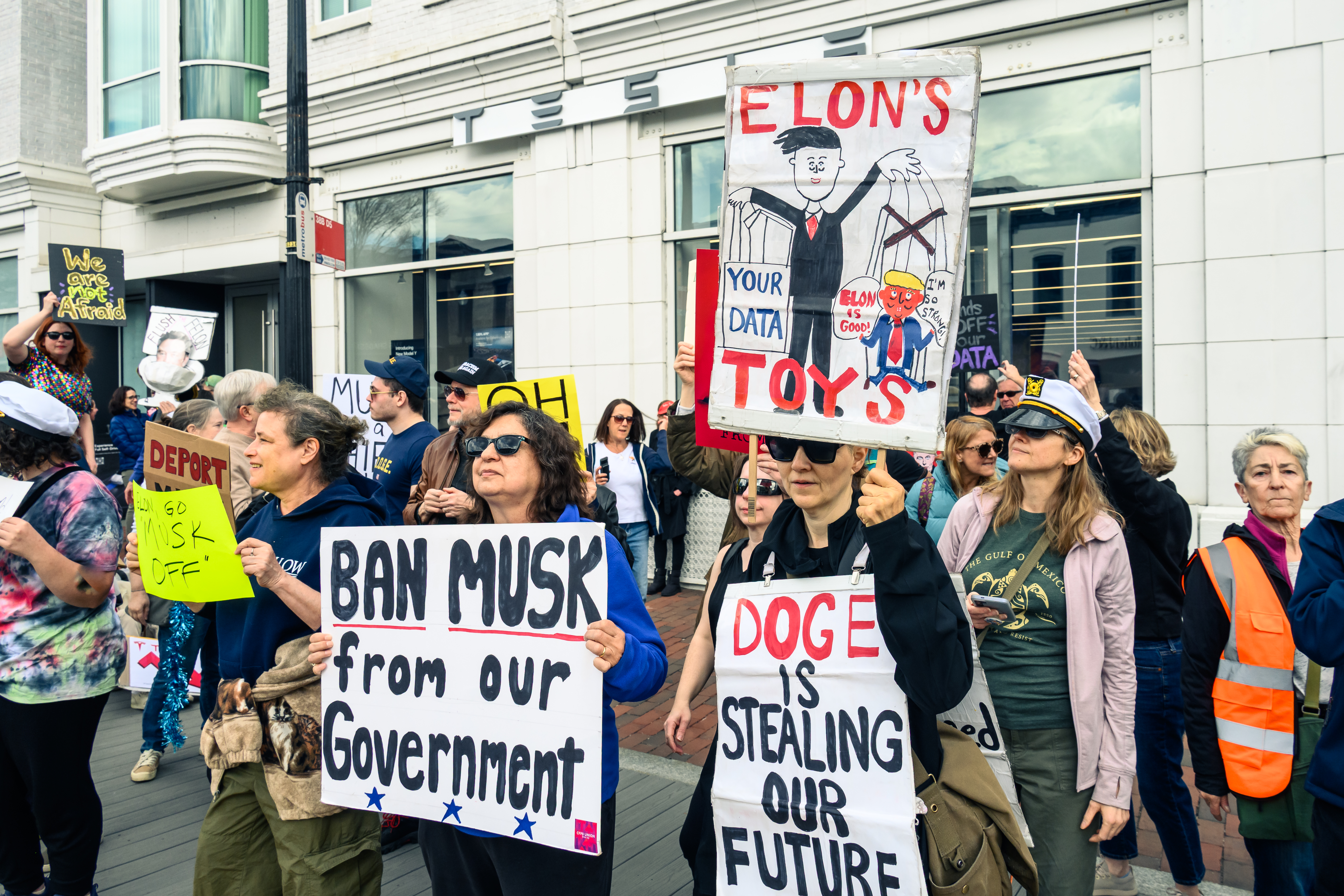
A tüntetések egy része Elon Musk politikai nézeteire és cselekedeteire adott válaszként jött létre, mivel ő egyrészt a szövetségi kormány különleges alkalmazottjaként dolgozik, másrészt a Tesla és más vállalatok vezetését is ellátja

Február közepén arról számoltak be, hogy a Tesla-tulajdonosok tiltakozásul eladják járműveiket, a megkérdezett Tesla-sofőrök 31%-a pedig azt mondta, hogy Musk cselekedetei miatt eladták vagy fontolgatják autójuk eladását. Március 14-én Mark Kelly szenátor egy videót tett közzé a Twitteren, amelyben kijelentette, hogy ő is eladja Tesla-ját Musk-ról alkotott véleménye miatt.
Március 7-én egy személyt letartóztattak, miután Molotov-koktélt dobtak egy Tesla üzletre Lovelandben, Coloradóban. Egy másik személyt már a hónap elején vádoltak meg ugyanazon üzlet megrongálásával, bár a rendőrség szerint az esetek nem állnak összefüggésben egymással.
Március 22-én az Indivisible egyik szervezete tüntetést szervezett a connecticuti Milfordban található Tesla üzlet előtt, amelyen körülbelül 300 ember vett részt. Richard Blumenthal szenátor beszédet mondott a tüntetésen, arra kérve a résztvevőket, hogy folytassák a tüntetést, és dicsérve Chuck Schumer szenátort.

## Válasz

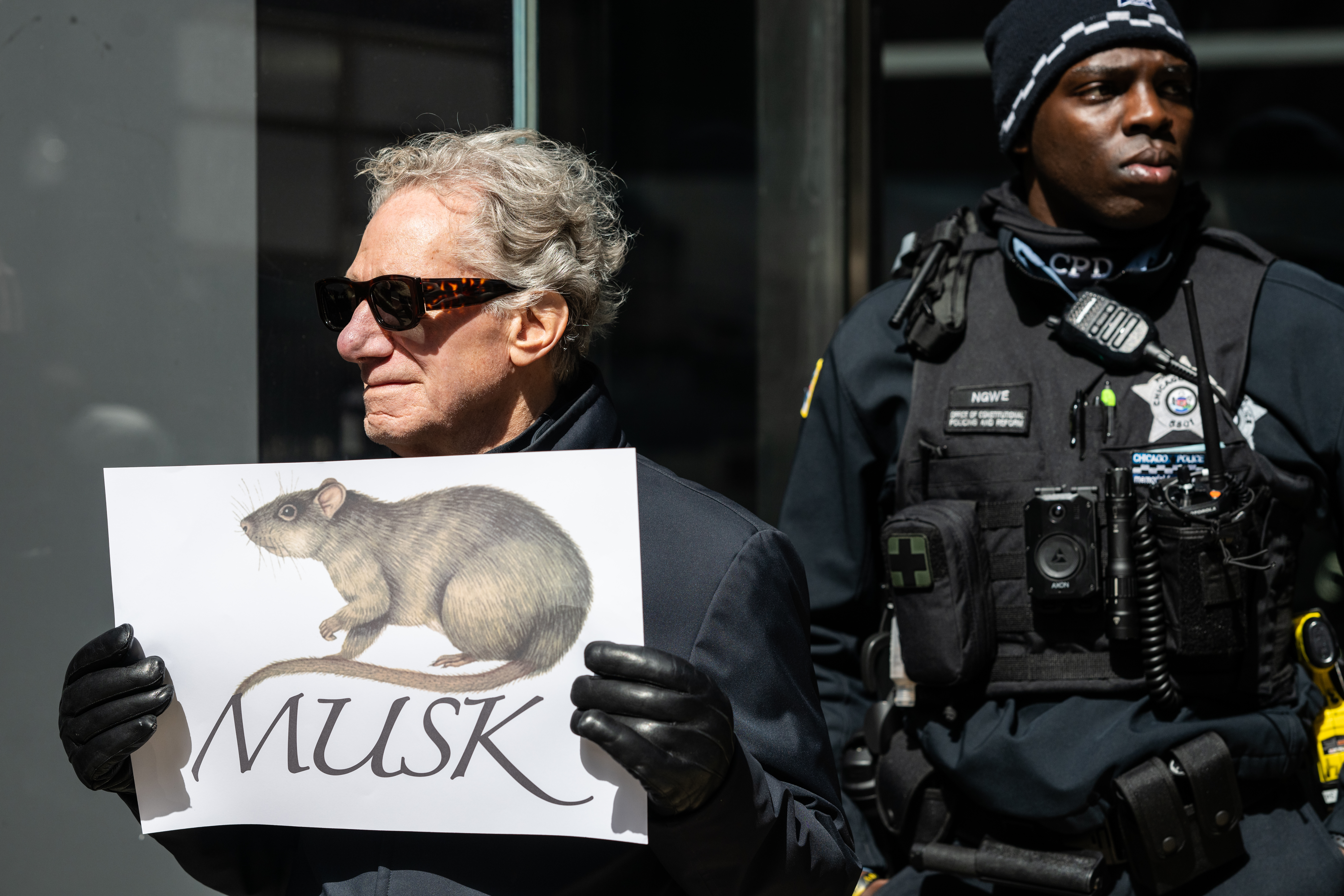
Az egyik tüntető a chicagói Tesla üzlet előtt. Néhány Tesla üzlet a folyamatos tüntetésekre úgy reagált, hogy megerősítette a biztonsági intézkedéseket, hogy a tüntetések békésen zajlódjanak

Musk március 9-én egy X-posztban reagált a tüntetésekre, amelyben Valerie Costát „bűncselekmények elkövetésével” vádolta, ami az aktivista zaklatásához vezetett. Március 11-én Donald Trump promóciós sajtótájékoztatót szervezett a Fehér Ház előtt, amelyen számos Tesla jármű és Musk is szerepelt, és kijelentette, hogy Tesla autót fog vásárolni. Trump azt is elmondta, hogy a Tesla autókat vagy teherautókat megrongálókat belföldi terroristáknak fogja minősíteni. Trump korábban már kifejezte erős ellenállását az elektromos járművekkel szemben; 2023 szeptemberében a michigani Drake Enterprisesnél tartott beszédében Trump azt állította, hogy az elektromos járművek „az amerikai autóipar halálát jelentik”, és kijelentette: „Nem vagyok olyan ember, aki teljes mértékben át akar állni az elektromos járművekre, szerintem ez nagyon rossz lenne az országnak.”
Musk és támogatói azt állítják, hogy a Tesla Takedown tüntetők fizetést kapnak a részvételért, bár ezt az állítást nem támasztja alá semmilyen bizonyíték. A Public Radio Tulsa arról számolt be, hogy egy helyi férfi felajánlotta, hogy „kártalanítja azokat, akik ellentüntetőként jelennek meg”, bár senki sem jelentette, hogy fizetést kapott volna.
A Fox News műsorvezetője, Sean Hannity március 10-én bejelentette, hogy Tesla Model S-t fog vásárolni, és nyereményjátékot szervez, amelyen a résztvevők Tesla járművet nyerhetnek.